# Альпійська тундра гір Огілві та Маккензі

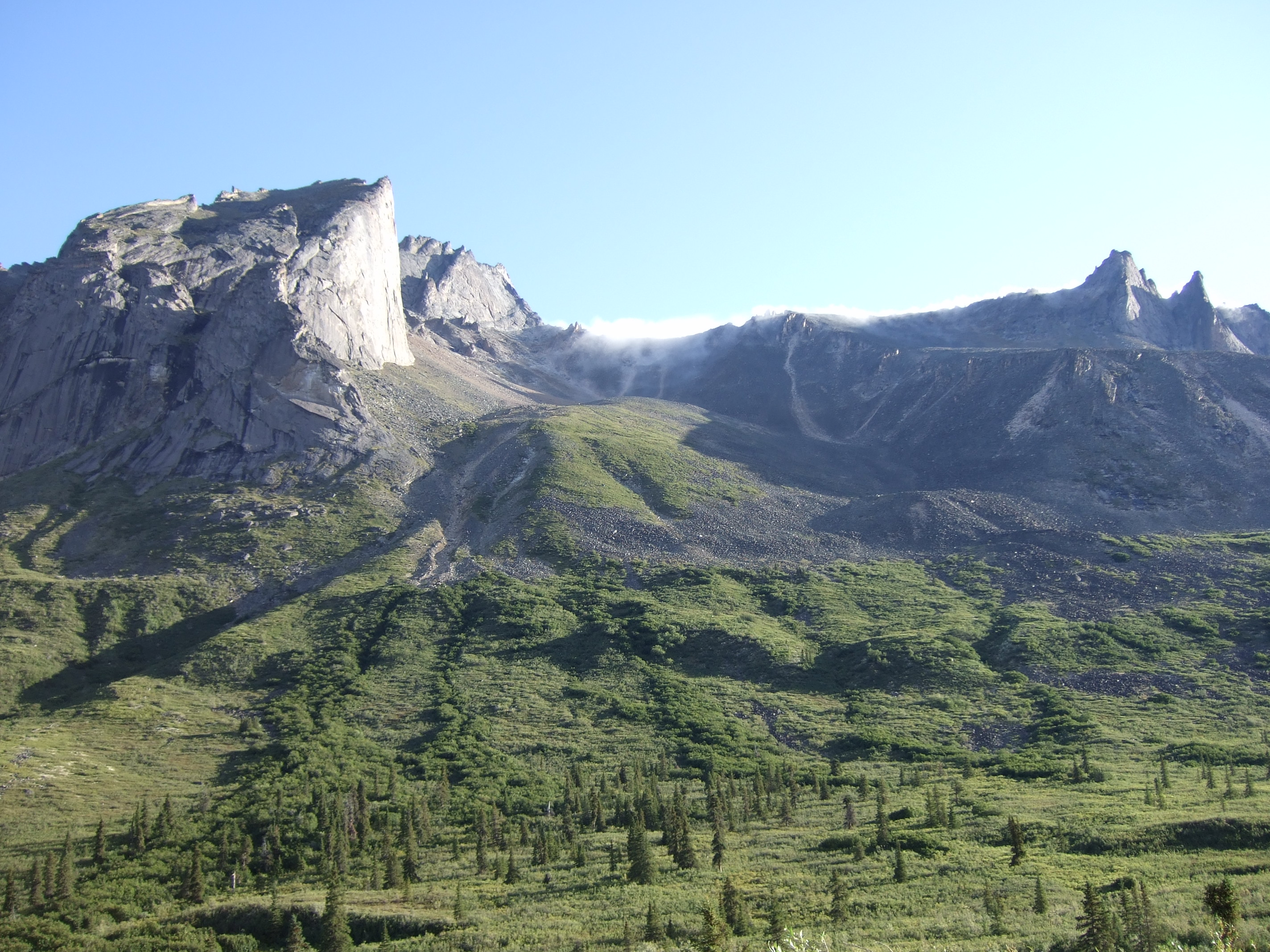

Альпійська тундра гір Огілві та Маккензі (англ. Ogilvie-MacKenzie alpine tundra) — північноамериканський континентальний екорегіон тундри, що виділяється Світовим фондом дикої природи. Охоплює терен від крайнього сходу Аляски (США) через територію Юкон до Північно-Західних територій, Канада.

## Розташування та опис
Хребти Юкона прямують через центральний Юкон та є північним краєм Північноамериканських Кордильєр.
З північного заходу на південний схід горами цього екорегіону є гори Огілві, група гір Вернеке, гори Маккензі та гори Селвін.

На нижчих висотах знаходяться екорегіони: Тайга Північно-Західних територій на півночі та Сухі ліси внутрішніх районів Юкону на півдні.

## Клімат
Клімат екорегіону — клімат тундри (класифікація кліматів Кеппена ET), у якому щонайменше один місяць має середню температуру, достатньо високу, щоб танув сніг (0 °C), але жодного місяця з середньою температура вище 10 °C.
.
Середня температура в регіоні становить 9 °C влітку та −21,5 °C взимку.
Середня кількість опадів коливається від 300 мм/рік на низьких висотах на півночі до 750 мм/рік у гірських районах Селвін на південному сході.

## Флора і фауна
Рослинність альпійська і субальпійська. Серед флори варто відзначити: Picea glauca, Abies lasiocarpa, Pinus contorta, карликову вербу, карликову березу і Rhododendron subsect. Ledum. На півночі поширена Betula papyrifera. На висоті можна побачити альпійську тундру з лишайниками, Dryas octopetala, чагарниками (Ericaceae), осокою (Carex spp.) та пухівкою (Eriophorum).
Серед ссавців варто відзначити: карибу (Rangifer tarandus), бурого ведмедя (Ursus arctos), ведмедя барибала (Ursus americanus), барана Далля (Ovis dalli), лося (Alces alces), бобра (Castor canadensis), лисицю (Vulpes vulpes fulva), вовка (Canis lupus) і зайця.

## Заповідники
Понад 10 % екорегіону офіційно охороняються.:
- Наатсичо (національний парк)
- Наганні (національний парк)
- Юкон — Чарлі-Ріверз[en]
- Тумстон (територіальний парк)[en]